# Fuenferrada
Fuenferrada ist eine spanische Gemeinde in der Provinz Teruel, die zur Autonomen Region Aragonien gehört. Sie ist Teil der Comarca (Kreis) Cuencas Mineras. 2024 hatte die Gemeinde 35 Einwohner. 

## Lage
Fuenferrada liegt circa 55 Kilometer nordnordöstlich der Provinzhauptstadt Teruel in einer Höhe von ca. 1130 m. 

## Bevölkerungsentwicklung
| Jahr      | 1970 | 1981 | 1991 | 2001 | 2011 | 2021 |
| Einwohner | 108  | 59   | 53   | 48   | 61   | 40   |

## Sehenswürdigkeiten

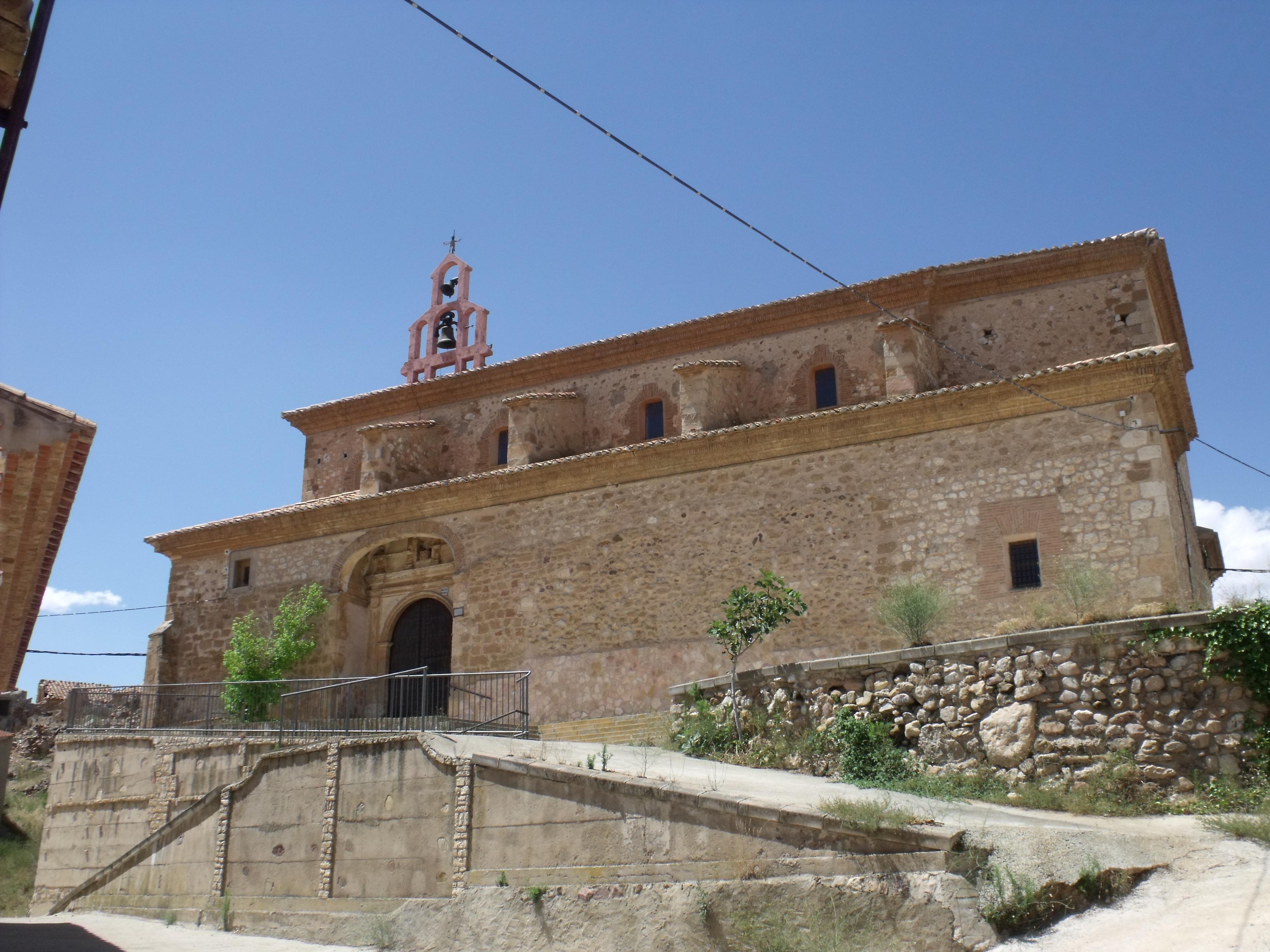
Kirche Mariä Himmelfahrt
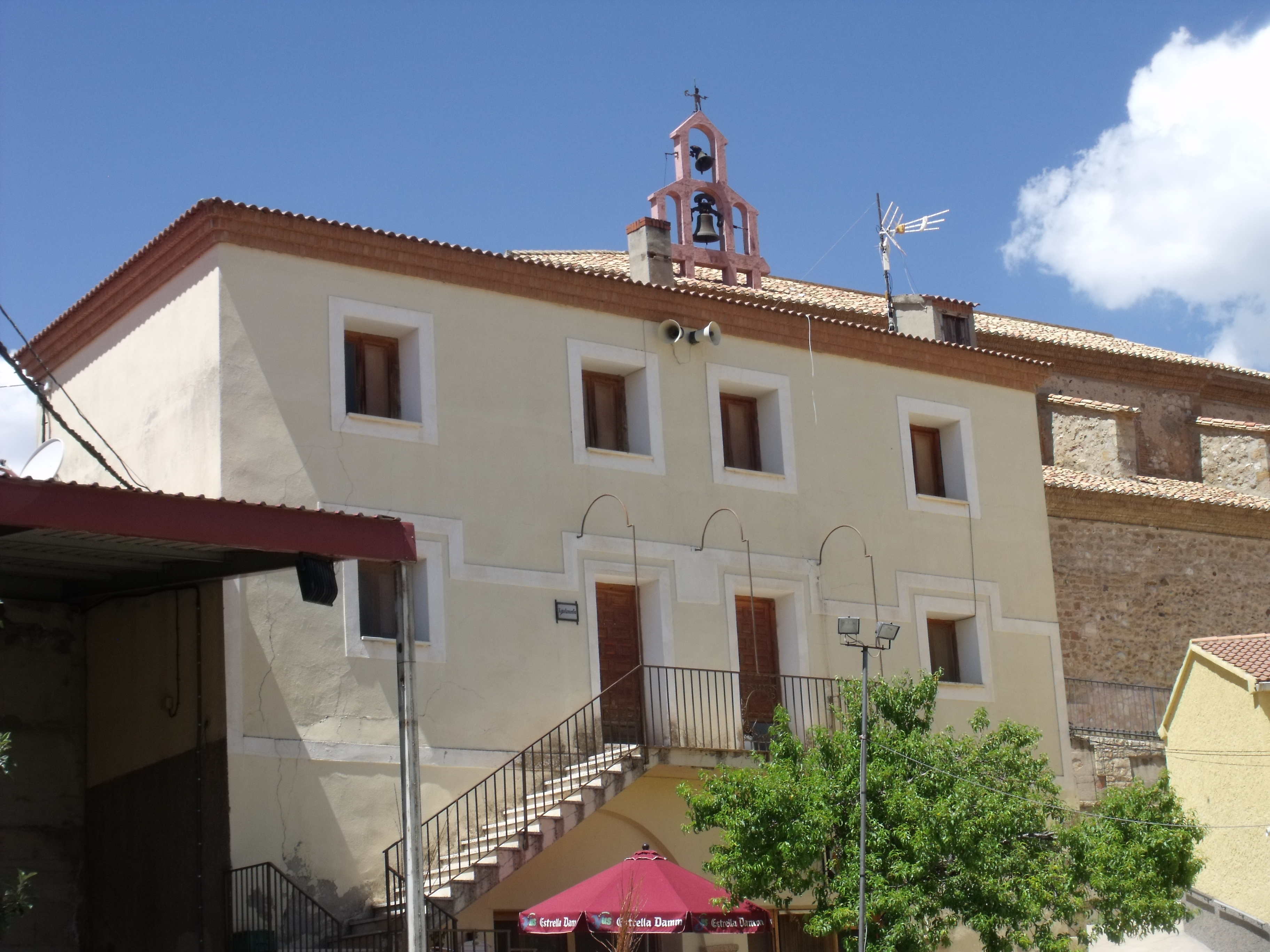
Rathaus

- Kirche Mariä Himmelfahrt
- Rathaus